# Macon (Missouri)
Macon település az Amerikai Egyesült Államok Missouri államában, Macon megyében, melynek megyeszékhelye is. Lakosainak száma 5457 fő (2020. április 1.).

## Népesség
A település népességének változása:

| 2010 | 5 471 |
| 2020 | 5 457 |